# 就說我們都是華麗的單身族 (Twins單曲)
《就說我們都是華麗的單身族》，是香港女子團體Twins暌違五年的全新國語作品，既年初為電影《謀殺似水年華》獻唱「天天夜夜」後，全新國語新作。亦是找來固定班底兼老友的林俊傑（作曲）、黃偉文（填詞）、伍樂城（監製）聯手主打歌。歌曲於2016年9月23日iTunes、KKBOX、JOOX、QQ音樂、MOOV、Soliton、Spotify、3HK正式推出。 MV於10月12日推出。亦是Twins出道至今歌名最長多達12字，將於9月24日「Twins LOL Live around the world」世界巡迴演唱會－上海站（梅賽德斯-奔馳文化中心） 首次獻唱。MV10月13日於Youtube、騰訊視頻首播。－音樂錄影帶紀錄自上海賽德斯奔馳中心舉行的Twins LOL世界巡回演唱會，五層體育館當晚座無虛席，在現埸一片人海包圍下，Twins首次公開獻唱最新國語歌

## 創作由來
「我很想愛他，但眼睛在說謊，隱瞞比較容易吧，免得愛情變複雜。」2006年JJ林俊傑為Twins創作一曲街知巷聞的《我很想愛他》。睽違10年林俊傑在阿Sa、阿嬌的同時力邀下又一次跟Twins攜手合作。「林俊傑說:當我答應了兩人的邀請後，我就開玩笑的說我們三人目前都是單身，要不來一首關於單身族的歌曲，沒想到她們真的找來黃偉文老師寫了這首《就說我們都是華麗的單身族》，我的心得就是不能隨便開玩笑。」寥寥幾句，林俊傑便道盡與Twins的多年情誼。 

## 單曲介紹
也是林俊傑既2006年《我很想愛他》後，與Twins相隔十年的音樂合作。
是自小受到薰陶，還是世俗予以壓力，單身一個人似乎成了孤獨的同意詞，往往會令旁人代你肉緊，友人替你擔心，實情是「一個人」都是一種選擇，而且往往是經歷過無數次付出、辜負、傷痛後，才作出一個最適合自己的選擇。
〈就說我們都是華麗的單身族〉，由阿Sa好朋友林俊傑作曲，黃偉文填詞。歌詞第一句就是突如其來的附上一個答案︰「不 我答案就是不」看似沒頭沒尾的一句話，其實這正是一個答得不耐煩，很想乾脆再重申一次的答案。至於那個「不」字，就是要回應你們一直掛在口唇邊的所有提問︰是否怕愛得苦？是否怕輸不起？是否不肯付出？事實上，我可以愛得好苦，我承受得起萬劫不復的敗仗，我也甘願付出所有，只是當你經歷過種種，才明白自己縱使孤獨，從中也可找到滿足，或許我就是享受一個人睡雙人床的舒服，樂意去做個華麗的單身族。
這想法是消極還是積極？已不用理會，為愛情付出和追逐的日子都已試過，倒不如索性坦率地面對自己，只要這是回應自己內心的決定，便已足夠。

## 曲目
| 曲序 | 曲目                                     |        | 作曲   | 编曲   | 备注                                                | 时长 |
| ---- | ---------------------------------------- | ------ | ------ | ------ | --------------------------------------------------- | ---- |
| 1.   | 就說我們都是華麗的單身族                 | 黃偉文 | 林俊傑 | 謝國維 | 林俊傑十年後再次與Twins合作。 伍樂城＠RNLS 擔任監製 | 4:29 |
| 2.   | 就說我們都是華麗的單身族 (KTV 版)        | 黃偉文 | 林俊傑 | 謝國維 |                                                     | 4:29 |
| 3.   | 就說我們都是華麗的單身族 (純音樂版)      | 黃偉文 | 林俊傑 | 謝國維 |                                                     | 4:29 |
| 4.   | 就說我們都是華麗的單身族 (Twins向你解說) | 黃偉文 | 林俊傑 | 謝國維 |                                                     | 4:29 |

## 音樂錄影帶
| #  | 歌名                     | 作曲   | 作詞   | 導演 | 首播日期 | 頻道             |
| -- | ------------------------ | ------ | ------ | ---- | -------- | ---------------- |
| 1. | 就說我們都是華麗的單身族 | 林俊傑 | 黃偉文 |      | 2016年   | 騰訊視頻 Youtube |

（Offical歌詞版）
- YouTube上的就說我們都是華麗的單身族

## 派台歌曲成績

### 香港
| 週數   | 歌曲                     | 903 專業推介 | RTHK 中文歌曲龍虎榜 | 997 勁爆流行榜 | TVB 勁歌金榜 |
| ------ | ------------------------ | ------------ | ------------------- | -------------- | ------------ |
| 第一週 | 就說我們都是華麗的單身族 | -            |                     |                |              |

- * 代表上榜中

## 製作班底
- 作曲：林俊傑
- 填詞：黃偉文
- 編曲：謝國維
- 監製：伍樂城
- 歌曲製作：RNLS Productions Ltd
- 製作助理：Koliyan
- 和音編排：Patrick Lui
- 小提琴：Leslie Moonsun Ryang
- 錄音師：Daniel Cheng
- 混音師：Ray
- 混音室：Baron Studio
- 和音：Patrick Lui / Jackie Cho
- 吉他：Joey Tang